# Iamgold
Iamgold Corporation est une compagnie canadienne d'exploitation minière, basée à Toronto (Ontario, Canada) et spécialisée dans l'extraction de l'or.
Fondée en 1990 par Mark Nathanson et William Pugliese, actuellement présidée par Donald K Charter, elle est cotée à la Bourse de Toronto depuis 1996 et à la bourse de New York depuis 2005.
Elle est engagée dans l'exploration, le développement et la production de permis miniers dans le monde entier.

## Historique
La société est créée en 1990 sous le nom  International African Mining Gold Corporation. Elle s'est rebaptisée en 1997.
Selon ses dires (en 2018) c'est une compagnie de taille moyenne (dans son créneau), qui produit environ un million d’onces d'or par an, en coentreprises, sur trois continents et qui cible des gisements miniers notamment situés au Canada et dans quelques régions d'Amérique du Sud (dont Guyane) et Afrique. Elle est dirigée par Donald K Charter (PDG depuis le 11 mai 2015), ancien pratiquant du droit des affaires, qui s'est investi dans le monde des entreprises minières, ancien PDG de Corsa Coal et, en 2018, également administrateur de Lundin Mining, Dream Office REIT, International Petroleum Corporation et Sprott Resource Holdings Inc. Il est aussi président de HGC Holdings (société d’investissement privée), et siège au Conseil mondial de l'or (comme représentant de sa société).

## Principaux actionnaires
(Au 28 février 2020)
| Van Eck Associates                  | 11,8 % |
| Donald Smith & Co.                  | 10,7 % |
| Barrow, Hanley, Mewhinney & Strauss | 6,70 % |
| Renaissance Technologies            | 4,92 % |
| Ruffer                              | 4,64 % |
| Royal Bank of Canada                | 3,05 % |
| The Vanguard Group                  | 2,69 % |
| Tocqueville Asset Management        | 2,26 % |
| BlackRock Asset Management Canada   | 2,18 % |
| BlackRock Advisors                  | 1,53 % |

## Mines

### Mines d'or

#### Rosebel
La mine à ciel ouvert de Rosebel est située dans la République du Suriname en Amérique du Sud et plus précisément dans le district de Brokopondo. Iamgold est propriétaire de la mine à 95 %, le gouvernement du pays en détenant les 5 % restant. Iamgold a vendu sa participation dans la mine à Zijin Mining en janvier 2023. 
Les premières traces d'or furent découvertes en 1879 et le gisement s'épuisait lors de la vente. 
En novembre 2006, IAMGOLD, après de longues négociations avec la compagnie Cambior lui a racheté la mine, qui dispose d'une petite piste d’atterrissage pour les avions à moins de deux kilomètres du site. Cette mine offre une grande variété de quartz et d'or sous forme de grain libre. Elle est divisée en cinq fosses à ciel ouvert ; trois autres fosses sont encore prévues. L'extraction est faite par des pelles mécaniques et par des camions. Le dynamitage a parfois lieu après l’observation d’échantillons de roches dures ou de roches de transition à la place de roches molles.

#### Essakane
La mine d'Essakane est située au Burkina Faso en Afrique occidentale. Exploitée à ciel ouvert, elle a une durée de vie de dix ans. Iamgold en possède 90 % et le gouvernement burkinabè les 10 % restants. La propriété de Iamgold couvre environ 1 069 km2. La découverte de Essakane remonte à 1985, mais il faut attendre plus de 24 ans, soit en février 2009, pour que Iamgold devienne propriétaire du terrain par l'acquisition d'Orezone Resources Inc (qui en était propriétaire depuis juillet 2002). 
La production à des fins commerciales débute mi-2010 (le 16 juillet). L'or est le métal le plus répandu à Essakané, mais d'autres ressources s'y trouvent aussi. Le rythme d'extraction prévu pour les quatre premières années est de 32 millions de tonnes de minerai par an, pour ensuite descendre à 25 millions de tonnes, puis finalement à 15 Mt/an.

#### Westwood, Grand-Duc, Doyon
La mine Westwood est située à une quarantaine de kilomètres à l'est de Rouyn-Noranda dans la région de l'Abitibi-Témiscamingue au Québec, Canada. La production souterraine a débuté de façon commerciale en juillet 2014. À la fin de 2019, la mine à ciel ouvert Grand-Duc a ajouté sa production à celle de Westwood. Le minérai aurifère des deux sites est traité dans les installations qui ont été construites pour la mine Doyon située à environ 2,5 km du site de Westwood. La mine Doyon, ouverte en 1978, a cessé de produire en 2009. La production annuelle de 2014 à 2023 a fluctué entre 35 000 once troy en 2021 et 129 000 once troy en 2018 pour une moyenne de 81 400 once troy/an sur 10 ans pour la mine souterraine et celle à ciel ouvert combinée.

#### Mupane
Environ 170 kg d’or ont été extraits du sol botswanais (Mupane, région de Francistown) en 2004. Des projets d'exploration et de recherche de plomb, argent, et zinc ont été menés et se sont révélés fructueux dans la zone de Kihabe (700 km au nord de Gaborone).

#### Tarkwa
À la fin du XIXe siècle, les prospecteurs finissent par trouver de l'or dans la région de Tarkwa, à 70 kilomètres de Takoradi.

#### Yatéla
Yatela est une mine du Mali exploitée depuis 2001.

### Mine deniobium

#### Niobec
Mine de niobium propriété d'Iamgold jusqu'en octobre 2014.